# Hökensås
Hökensås is een bergplateau in het landschap Västergötland in Zweden. Het bergplateau loopt ongeveer langs de westoever van het Vättermeer en is maximaal 345 meter hoog. Hökenås loopt ongeveer vanaf Jönköping tot het ongeveer 100 kilometer noordelijker gelegen meer Viken.
De Hökensås is voor het grootste deel bebost en de middelste delen zijn natuurreservaat. Door de Hökensås loopt het 150 kilometer lange wandelpad Västra Vätterleden.